# Prío
Prío es una localidad española del municipio de Val de San Vicente, perteneciente a la comunidad autónoma de Cantabria.

## Geografía
La localidad se encuentra a 100 m s. n. m. y a 2,5 kilómetros de la capital municipal, Pesués.
A esta población se accede desde la carretera N-621 a través de la carretera local CA-841 y carece de líneas de transporte público regular, siendo la parada más cercana la situada en Molleda, en la carretera N-621.

## Historia
Hacia mediados del siglo XIX, el lugar, ya por entonces perteneciente al municipio de Val de San Vicente, tenía contabilizada una población de 52 habitantes. Aparece descrito en el decimotercer volumen del Diccionario geográfico-estadístico-histórico de España y sus posesiones de Ultramar de Pascual Madoz con las siguientes palabras:

PRIO: l. en la prov. y dióc. de Santander (11 1/4 leg.), part. jud. de San Vicente la Barquera (1 1/4), aud. terr. y c. g. de Búrgos (31 1/2), ayunt. de Val de San Vicente. sit. en una altura, á orillas del r. Nansa; su clima es sano. Tiene 14 casas; igl. anejo de Molleda, y buenas aguas potables. Su terreno es bastante feraz. Hay montes de encina y roble. prod.: maiz, castañas y pastos; cria ganados, caza de varios animales y pesca de salmones y otros peces. pobl.: 12 vec., 52 alm. contr.: con el ayunt.
(Madoz, 1849, p. 224)

En 2023, la entidad singular de población de Prío tenía empadronados 88 habitantes, todos ellos en el núcleo de población de ese nombre.